# Jackpot (Marvel Comics)
Jackpot è un personaggio dei fumetti pubblicato dalla Marvel Comics di cui due personaggi hanno indossato i panni:
- la prima, il cui vero nome è Sara Ehret, è stata creata da Dan Slott (testi) e Phil Jimenez (disegni). La sua apparizione avviene in Free Comic Book Day: The Amazing Spider-Man n. 1 (giugno 2007).
- La seconda, il cui vero nome è Alana Jobson, è stata creata da Dan Slott (storia) e Steve McNiven. La sua prima apparizione avviene in The Amazing Spider-Man: Brand New Day n. 546 (febbraio 2008).

## Biografia del personaggio

### Sara Ehret
La prima Jackpot, Sara Ehret, era una ragazza con poteri ottenuti tramite un esperimento genetico andato male. Si arruolò nell'Iniziativa e completò l'addestramento, ma abbandonò presto l'attività di supereroina perché credeva non facesse per lei.
Intanto, una ragazza con precedenti per possesso di stupefacenti, tale Alana Jobson, si era stancata della sua vita, e voleva cambiare ed essere un eroe. Non avendo poteri comprò la licenza e l'identità di Jackpot da Sara Ehret e si mise a svolgere l'attività di vigilante, potenziata da un cocktail di droghe.
Ha aiutato alcune volte l'Uomo Ragno e gli ha detto di chiamarsi Sara Ehret, così Peter si è recato a casa di questa Sara che gli ha chiuso la porta in faccia.
Sara Ehret è anche amica di Mary Jane, come si è visto in paparazzo.

## Secret Invasion
Mentre l'Uomo Ragno si trova nella Terra Selvaggia a combattere gli Skrull insieme ai Nuovi Vendicatori, Jackpot
viene attaccata da un Super Skrull con il potere dei Sinistri Sei. Riesce a sconfiggerlo congelandolo in una cella frigorifera.

## Storia di due Jackpot
Dopo Secret Invasion, l'Uomo Ragno è ancora deciso a scoprire l'identità di Jackpot.
Mentre combatte con un rapinatore di banche di nome Blindside, sopraggiunge Jackpot e inizia ad ostacolarlo, sostenendo che quel criminale fa parte del suo "parco nemici". I due non riescono a collaborare e l'Uomo Ragno viene accecato dai poteri di Blindside. Jackpot perde tempo ad aiutarlo e il nemico scappa. Arriva la polizia e Jackpot impedisce che l'Uomo Ragno venga catturato, poi se ne va, lasciando in terra il bicchiere dove ha bevuto. L'Uomo Ragno decide allora di recarsi da Mr. Fantastic, che gli dà un antidoto per il veleno di Blindside e gli dice che quel veleno è brevettato dal magnate Walter Declun, un uomo sul quale Jackpot stava investigando. Peter va quindi ad intervistarlo insieme a Betty Brant, e chiede a quest'ultima di far rilevare le impronte digitali sul bicchiere di Jackpot.
Non ottiene nulla dall'intervista, ma scopre l'identità di Jackpot, Alana Jobson. Entra in casa sua e scopre le droghe che utilizza, ma viene scoperto da Alana che lo colpisce e successivamente gli spiega tutta la storia. L'Uomo Ragno le dice di smettere di fingere, perché si sta mettendo solo in pericolo. Jackpot gli consegna allora un dossier su Walter Declun, nel quale trova anche l'indirizzo di casa di Blindside. Decide di andare a casa sua e inizia una lotta con il criminale, che trovandosi in svantaggio per via dell'antidoto di Reed, viene soccorso da Commanda, la sua ragazza. L'Uomo ragno si trova in svantaggio contro i due, ma viene salvato da Alana, che viene però subito accecata da Blindside. Peter le somministra allora l'antidoto e insieme hanno la meglio e sconfiggono i due.
Mentre stanno andando via Jackpot ha un infarto, causato da un'overdose, e muore. L'Uomo Ragno furioso accusa Sara Ehret della morte di Alana. Lei si difende dicendo che non voleva quella responsabilità, mentre Alana sì, ma l'Uomo Ragno ribatte dicendo che quelli come loro non hanno scelta e se ne va. La storia si chiude con Sara Ehret che guarda il suo costume da Jackpot.

## Poteri e abilità
In base a ciò che si è visto in Secret Invasion, Alana ha una super-forza e un'agilità sovrumani, oltre ad una resistenza ai colpi e alle ferite fuori dal comune, grazie a delle droghe che assume. Non sono noti i poteri di Sara, ma si può dedurre che siano gli stessi.